# هارتموت فروم
هارتموت فروم (بالألمانية: Hartmut Fromm)‏ هو لاعب كرة قدم ألماني في مركز الدفاع، ولد في 15 أكتوبر 1950. لعب مع نادي بوخوم.

## وصلات خارجية
- هارتموت فروم على موقع قاعدة بيانات كرة القدم.إي يو (الإنجليزية)
- هارتموت فروم على موقع بيانات كرة القدم. دي إي (الألمانية)
- هارتموت فروم على موقع عالم كرة القدم.نت (الإنجليزية)